# The Marshall Tucker Band

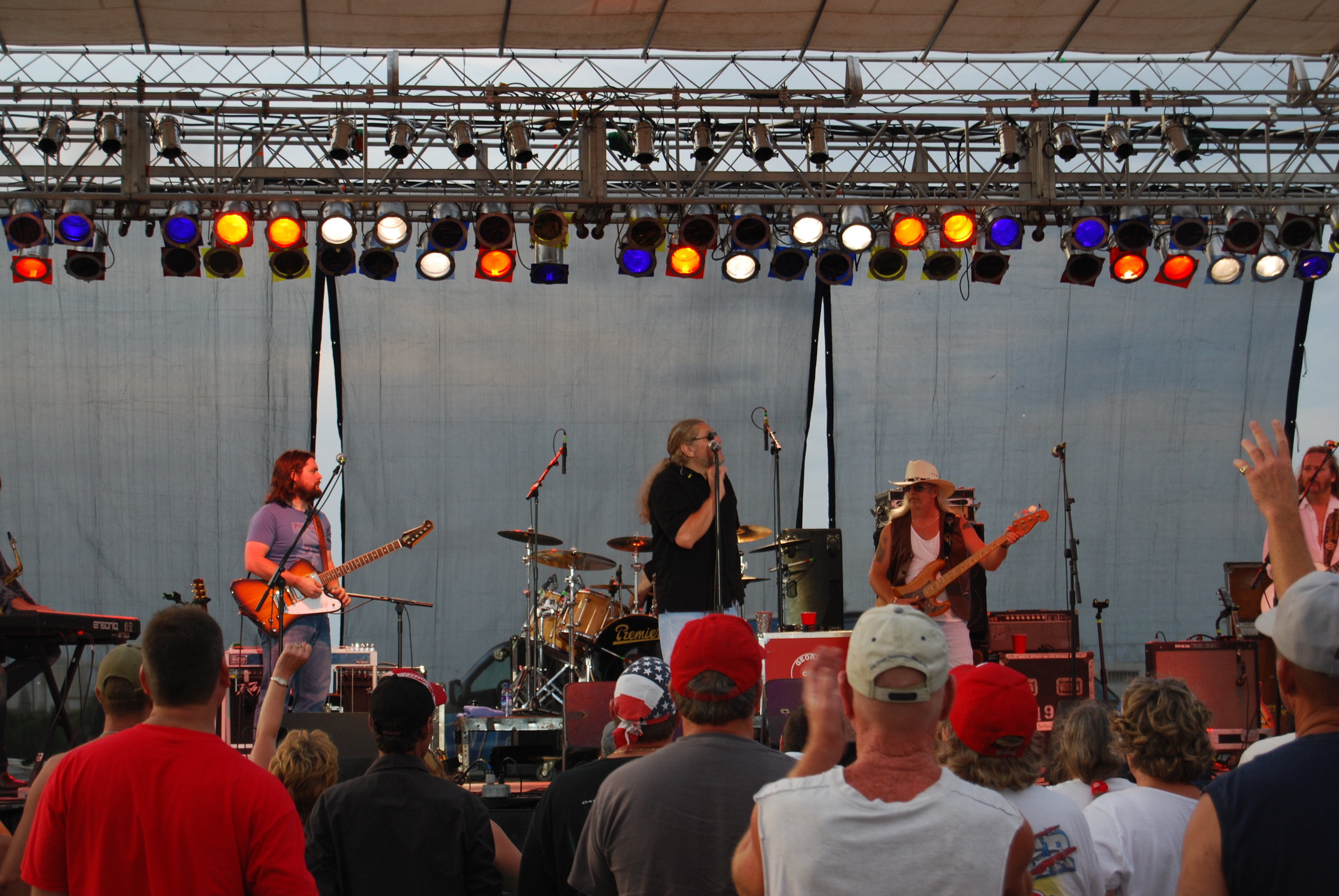
Marshall Tucker - Show ao vivo em 2008

The Marshall Tucker Band é uma banda de country rock norte americana, fundada na Carolina do Sul. A banda foi referencia do gênero country rock no inicio dos anos 70, misturando blues, jazz, country e gospel nas suas musicas. Possui desde seu surgimento em 1972, 29 álbuns de estúdio lançados e inúmeros singles de sucessos como "Can't You See", "Fire on the Mountain", "Dester Skies", "Take the Highway", "Heard it in a love song" entre outras. A formação original consistia de:  Toy Caldwell (1947–1993) - vocalista, guitarrista e principal letrista;  Doug Gray (1948) - vocais;  Jerry Eubanks (1950) - teclados, flauta e saxofone;  George McCorkle (1946–2007) - guitarra;  Paul Riddle (1953) - bateria - e Tommy Caldwell (1949–1980) - baixo. Tiveram ao longo das décadas diferentes componentes na formação da banda, devido ao falecimento do baixista Tommy Caldwell em 1980 e a saída de quase todos seus integrantes no meio dos anos 80.
Atualmente a banda é formada por Doug Gray no vocal, o tecladista e flautista Marcus James Henderson, o guitarrista Rick Willis, o baixista Pat Elwood, e o baterista B.B. Borden.

## Discografia

### Álbuns de Estúdio
1973 - The Marshall Tucker Band
1974 - A New Life
1974 - Where We All Belong
1975 - Searchin' for a Rainbow
1976 - Long Hard Ride
1977 - Carolina Dreams
1978 - Together Forever
1979 - Running Like the Wind
1980 - Tenth
1981 - Dedicated
1982 - Tuckerized
1983 - Just Us
1983 - Greetings from South Carolina
1988 - Still Holdin' On
1990 - Southern Spirit
1992 - Still Smokin’
1993 - Walk Outside the Lines
1998 - Face Down in the Blues
1999 - Gospel
2003 - Stompin' Room Only
2004 - Beyond the Horizon
2005 - Carolina Christmas
2007 - The Next Adventure

### Álbuns Ao Vivo
2006 - Live on Long Island 04-18-80
2008 - Carolina Dreams Tour '77
2010 - Way Out West! Live From San Francisco 1973
2013 - Live! From Spartanburg, South Carolina
2015 - Live in the UK 1976

### Compilações
1978 - Greatest Hits
1994 - The Capricorn Years
1996 - Country Tucker
1997 - The Encore Collection
1997 - MT Blues
2005 - Anthology
2006 - Where a Country Boy Belongs
2008 - Collector's Edition
2009 - Love Songs
2009 - Essential 3.0
2011 - Greatest Hits

## Referência
1. ↑  Colin Larkin (ed.